# Belalcázar (Colômbia)

Localização de Belalcázar no departamento de Caldas.

Belalcázar é um município localizado no departamento colombiano de Caldas.